# Großsteingrab Vejleby Marker 1
Das Großsteingrab Vejleby Marker 1 (auch Vejleby Marker Runddysse) ist eine megalithische Grabanlage der jungsteinzeitlichen Nordgruppe der Trichterbecherkultur im Kirchspiel Ferslev in der dänischen Kommune Frederikssund.

## Lage
Das Grab liegt südlich von Sølyst an der Westseite des Lergårdsvej. In der näheren Umgebung gibt bzw. gab es zahlreiche weitere megalithische Grabanlagen.

## Forschungsgeschichte
In den Jahren 1873 und 1942 führten Mitarbeiter des Dänischen Nationalmuseums Dokumentationen der Fundstelle durch. Eine weitere Dokumentation erfolgte 1989 durch Mitarbeiter der Forst- und Naturbehörde.

## Beschreibung
Die Anlage besitzt eine ovale, ursprünglich aber wohl runde Hügelschüttung. Ihr Durchmesser wurde 1873 mit 9 m angegeben, 1942 wurden hingegen 9 m in Nord-Süd-Richtung und 6 m in Ost-West-Richtung angegeben. Wahrscheinlich wurde der Hügel durch den Bau der benachbarten Straße in Mitleidenschaft gezogen. Die Höhe des Hügels beträgt 1 m. Eine steinerne Umfassung ist nicht zu erkennen. Die Grabkammer ist als Dolmen anzusprechen. Aufgrund zahlreicher abgelagerter Feldsteine ist die Form und die Größe der Kammer nur schlecht zu ermitteln. Sie ist ungefähr ostnordost-westsüdwestlich orientiert und hat eine Länge von 1,9 m. Sie besteht aus fünf Steinen, die 1873 als vier Wandsteine und ein Deckstein interpretiert wurden, 1942 hingegen als fünf Wandsteine.